# Plococidaris
Genre
Plococidaris est un genre d'oursins de l'ordre des Cidaroida.

## Description
Ce sont des oursins réguliers à la coquille (appelée « test ») sphérique et épaisse, mesurant une dizaine de centimètres maximum. L'anus est situé au sommet (à l'apex, au centre du système apical), et la bouche en dessous, face au substrat. Les radioles primaires (piquants) sont alignées en cinq doubles rangées verticales ; elles sont clairsemées mais très robustes et arborent une forme très caractéristique de tourelles multicrénelées. Elles portent en effet trois ou quatre spires d'épines secondaires plus ou moins soudées en corolles concaves, séparées par un corps droit mais très granulé. Les phanères corticales sont très développées.
L'appareil apical est dicyclique, avec des plaques génitales isométriques et portant quelques rares tubercules. Les interambulacres portent de gros tubercules primaires, perforés et non crénulés, avec des aréoles incisées. Les tubercules scrobiculaires sont différentiés et forment des cercles continus à l'ambitus, les aréoles sont coalescentes avec le péristome. Des zones nues courent le long des sutures radiales et perradiales. Les ambulacres sont légèrement sinueux, avec des paires de pores non conjuguées, et séparées par une largeur égale à leur diamètre. Chaque plaque ambulacraire porte un tubercule marginal, le reste étant nu et ridé. Le péristome, circulaire, est d'un diamètre égal à celui du périprocte.
Ce genre est apparu au Miocène, et s'est répandu dans l'Indo-Pacifique.

## Liste des espèces
Selon World Register of Marine Species (1 mars 2014) :
- Plococidaris verticillata (Lamarck, 1816)